# Liste des comtes d'Artois

D'azur semé de fleurs de lys d'or au lambel de gueules chaque pendant chargé de trois châteaux d'or (châtelé de neuf pièces d'or)

Pour un article plus général, voir Comté d'Artois.

## Maison capétienne d'Artois
| Dates       | Comtes                                                            | Notes |
| 1237 – 1250 | Robert Ier d'Artois (1216 – 1250), dit Robert le Bon, le Vaillant | Fils de Louis VIII, roi de France, et de Blanche de Castille. |
| 1250 – 1302 | Robert II d'Artois (1250 – 1302), dit Robert le Noble             | Fils du comte Robert Ier et de Mathilde de Brabant, dite Mahaut de Brabant. |
| 1302 – 1329 | Mathilde d'Artois (v. 1269/1270 – 1329), dite Mahaut d'Artois     | Fille du comte Robert II d'Artois et d'Amicie de Courtenay, héritière ou dame de Conches. Par mariage avec Othon IV de Bourgogne, elle devient comtesse de Bourgogne. En opposition avec son neveu Robert III, petit-fils de Robert II. |

## Maison d'Ivrée
| Dates       | Comtes                                                       | Notes |
| 1329 – 1330 | Jeanne Ire (v. 1291 – 1330), ou Jeanne II de Bourgogne-Comté | Fille de la comtesse Mathilde et d'Othon IV de Bourgogne. Par mariage avec le futur Philippe V le Long, elle est reine de France entre 1316 et 1322. |

## Capétiens directs
| Dates       | Comtes                                                    | Notes |
| 1330 – 1347 | Jeanne II (1308 – 1347), ou Jeanne III de Bourgogne-Comté | Fille de Jeanne II de Bourgogne et du roi Philippe V le Long. En épousant Eudes IV de Bourgogne, elle lui transmet le comté d'Artois. |

## Maison capétienne de Bourgogne
| Dates       | Comtes | Notes |
| 1347 – 1361 | Philippe Ier de Rouvres (1346 – 1361), ou Philippe Ier de Bourgogne-Duché et Philippe III de Bourgogne-Comté | Petit-fils de Jeanne III de France et d'Eudes IV, il est le fils de Philippe de Bourgogne et de Jeanne Ire d'Auvergne. |

## Capétiens directs
| Dates       | Comtes                                                                       | Notes |
| 1361 – 1382 | Marguerite Ire de France (1309 – 1382), ou Marguerite Ire de Bourgogne-Comté | Fille du roi de France Philippe V le Long et de la comtesse Jeanne Ire d'Artois, elle hérite de son petit-neveu Philippe Ier des comtés de Bourgogne et d'Artois. Elle épouse le comte Louis Ier de Flandre. |

## Maison de Dampierre
| Dates       | Comtes                                                                                        | Notes |
| 1382 – 1384 | Louis Ier de Mâle (1330 – 1384), ou Louis II de Flandre et Louis III de Nevers.               | Fils de Marguerite de France et de Louis Ier de Flandre. Il épouse Marguerite de Brabant, fille du duc Jean III de Brabant. À sa mort en 1384, sa fille Marguerite III hérite de toutes ses possessions.      |
| 1384 – 1405 | Marguerite II (1350 – 1405), ou Marguerite III de Flandre et Marguerite II de Bourgogne-Comté | Fille de Louis Ier et de Marguerite de Brabant. En secondes noces, elle épouse le duc Philippe II de Bourgogne (comte Philippe II d'Artois) , fils du roi de France Jean II le Bon et de Bonne de Luxembourg. |

## Maison capétienne de Valois-Bourgogne
| Dates       | Comtes                                                                                          | Notes |
| 1405 – 1419 | Jean Ier de Valois-Bourgogne (Jean Ier d'Artois) (1371 – 1419) dit Jean sans Peur.              | Fils de Philippe II le Hardi et de Marguerite III de Flandre, il épouse Marguerite de Bavière, fille d'Albert Ier de Bavière, comte de Hainaut. |
| 1419 – 1467 | Philippe III de Valois-Bourgogne (Philippe III d'Artois) (1396 – 1467), dit Philippe le Bon     | Fils du duc Jean Ier de Bourgogne et de Marguerite de Bavière, il épouse en secondes noces Isabelle de Portugal (morte en 1472). |
| 1467 – 1477 | Charles Ier de Valois-Bourgogne (Charles Ier d'Artois) (1433 – 1477), dit Charles le Téméraire. | Fils du duc Philippe III de Bourgogne et d'Isabelle de Portugal, il épouse en secondes noces Isabelle de Bourbon (morte en 1465), fille de Charles Ier de Bourbon. |
| 1477 – 1482 | Marie de Bourgogne (Marie Ire d'Artois) (1457 – 1482)                                           | Fille du duc Charles le Téméraire et d'Isabelle de Bourbon. Elle est duchesse de Brabant, de Limbourg, de Luxembourg, et comtesse de Flandre, d'Artois, de Hainaut et comtesse palatine de Bourgogne. Elle épouse le futur empereur Maximilien Ier de Habsbourg (mort en 1519). |

## Maison de Habsbourg
| Dates       | Comtes | Notes |
| 1477 – 1482 | Maximilien Ier de Habsbourg (Maximilien Ier d'Artois, du droit de son épouse) (1459 – 1519)               | Fils de Frédéric III du Saint-Empire, il épouse Marie de Bourgogne, fille du duc Charles le Téméraire. À la mort de cette dernière, le comté d'Artois passe à son fils Philippe Ier de Habsbourg. |
| 1493 – 1506 | Philippe Ier de Habsbourg (Philippe IV d'Artois) (1478 – 1506) dit Philippe le Beau                       | Fils de Maximilien Ier de Habsbourg et de Marie de Bourgogne, il épouse Jeanne Ire de Castille, fille du roi Ferdinand II d'Aragon et d'Isabelle la Catholique.                                   |
| 1506 – 1556 | Charles Ier de Habsbourg (Charles II d'Artois) (1500 – 1558), aussi Charles Quint empereur de 1519 à 1556 | Fils de Philippe Ier de Habsbourg et de Jeanne Ire de Castille, il épouse Isabelle de Portugal, fille de Manuel Ier de Portugal                                                                   |
| 1556 – 1598 | Philippe II d'Espagne (Philippe V d'Artois) (1527 – 1598)                                                 | Fils de Charles Quint et d'Isabelle de Portugal, il épouse en quatrièmes noces sa nièce Anne d'Autriche, fille de l'empereur Maximilien II du Saint-Empire.                                       |
| 1598 – 1621 | Philippe III d'Espagne (Philippe VI d'Artois) (1578 – 1621)                                               | Fils de Philippe II d'Espagne et d'Anne d'Autriche, il épouse sa cousine Marguerite d'Autriche-Styrie, sœur de l'empereur Ferdinand II du Saint-Empire.                                           |
| 1621 – 1659 | Philippe IV d'Espagne (Philippe VII d'Artois) (1605 – 1665)                                               | Fils de Philippe III d'Espagne et de Marguerite d'Autriche, il épouse Élisabeth de France (1602-1644), fille aînée roi de France Henri IV                                                         |

## Prince ayant reçu le comté d'Artois en apanage
Le comté d'Artois revient à la France par le traité des Pyrénées en 1659 mais n'est plus principauté féodale car il est intégré au domaine royal.
- 1757 – 1791 : Charles-Philippe de France (Charles III d'Artois), petit-fils de Louis XV, reçoit le comté d'Artois en apanage. Il continue à être connu sous ce titre jusqu'à son accession au trône de France sous le nom de Charles X.